# 중앙도서관 (포천시)
포천시립중앙도서관은 경기도 포천시 소재의 시립 도서관이다.

## 연혁
- 2012년 3월 2일 개관.

## 이용 안내
이용 시간
- 어린이열람실: 평일 09:00 ~ 18:00 / 주말 및 공휴일 09:00 ~ 18:00
- 종합자료실: 평일 09:00 ~ 22:00 / 주말 및 공휴일 09:00 ~ 18:00
- 디지털자료실: 평일 09:00 ~ 22:00 / 주말 및 공휴일 09:00 ~ 18:00
- 학습실: 평일 09:00 ~ 23:00 / 주말 및 공휴일 09:00 ~ 23:00
- 육아종합지원센터: 평일 09:00 ~ 18:00 / 토요일(일요일 휴무) 09:00 ~ 18:00
- 편의시설: 카페 '더불어 숲'
- 휴관일: 법정공휴일, 근로자의 날, 매월 마지막 월요일